# الضفدع بيبي
الضفدع بيبي (بالإنجليزية: Pepe the Frog، وتُلفظ: /ˈpɛpeɪ/) هو شخصية خيالية اُشتهِرت كميم (meme) على الإنترنت، تم اختراع الشخصية كشخصية قصص مصورة (كومكس) من قبل مات فوري في سلسلة «Boy's Club» للقصص المصورة عام 2004، اُشتهِرت هذه الشخصية كميم إنترنت على مواقع فيسبوك وتويتر وماي سبيس وغايا أونلاين و4شان ولا سيما في المنشورات الفكاهية، عادةً ما يظهر في المنشورات على شكل إنسان مُجسَّم وبلون مغطى بالأخضر. في سنة 2016 بدأت تثار اتهامات عن بيبي الضفدع من قبل مؤيدي هيلاري كلنتون أنه أصبح رمز للقوميين البيض وحركة اليمين البديل ورمز تأييد لدونالد ترامب.
تطور الاستخدام الأصلي المُراد لميمة الإنترنت بمرور الزمن واتخذ عدة أشكال.

## التاريخ
ابتكر الفنان ورسام كارتون الأمريكي مات فوري شخصية الضفدع بيبي عام 2005. وقد جاء استخدام الشخصية كميم إنترنت من قصة فوري
المصورة «Boy's Club». ونشر مات فوري قصته المصورة في سلسلة من المنشورات على موقع ماي سبيس عام 2005.
يظهر الضفدع بيبي في سلسلة القصص المصورة وهو يتبول خافضاً سرواله حتى كاحليه وهو يقول عبارته الشهيرة باللغة الإنجليزية «feels good man» والتي يمكن ترجمتها للعربية بمعنى «إنه شعورٌ جيدٌ يا رجل». وأزال فوري هذه المنشورات بعدما نُشِرت النسخة الورقية المطبوعة عام 2006. ظهر بيبي الضفدع في منشورات المدونات على موقع ماي سبيس وغدا يرمز لمزحة يفهما مرتادي مجموعة من منتديات الإنترنت. قام أحد مرتادي موقع 4شان على لوحة صور /b/ برفع صفحة الرسوم الأصلية التي تظهر عليها شخصية بيبي الأصلية وعبارته الشهيرة في عام 2008، وسيغدو الموقع 4شان فيما بعد «الموطن الدائم» للميم كما وصفته بعض وسائل الإعلام. تزايدت شعبية الميم بين مستخدمي 4شان، الذين قاموا باتوا يستخدمون وجه بيبي وعبارته الشهيرة «feels good man» لتلاءمَ سيناريوهات ومشاعر مختلفة مثل مشاعر الغضب والكآبة والتفاجئ. كما لُوِّنت صورته فقد كانت بالأصل في سلسلة القصص المصورة عبارة عن رسومات خطية بالأبيض والأسود دون ألوان. وجُعِل وجه بيبي أخضر اللون ذو شفتين بنيتين، وأحياناً ظهر في قميصٍ أزرق.
قام عدد من المشاهير من أمثال كيتي بيري ونيكي ميناج بمشاركة صور لبيبي في عام 2014. وصار مستخدمو موقع 4شان يخصون الصور المميزة والمبتكرة الخارجة عن الصورة المعهودة والمألوفة لبيبي باهتمامٍ خاص فيُطلقون عليها مسمى «البيبيات النادرة»، وجاء هذا بعد الانتشار الواسع والمتزايد لاستخدام صور بيبي كميم على الإنترنت. وأحياناً كانت بعض هذه «البيبيات النادرة» لوحات حقيقية وليست رسومات منشأة حاسوبياً جرى بيعها على موقع إيباي ونُشِرت على كريجزليست، احتل بيبي الضفدع المرتبة السادسة على «قائمة أهم الميمات وأكثر ميم أُعِيدَ تغريده على تويتر» لصحيفة ديلي نيوز أند أنالسيس الهندية عام 2015.

### كيك «Kek»
«الكيكية الباطنية» أو «عبادة كيك» هو عبارة عن مصطلح اُستخدِمَ لوصف ديانة تهكمية قائمة على عبادة الضفدع بيبي اكتسحت فكرتها الإنترنت نابعةً عن تشابهها مع اللفظ العامي بالإنجليزية «kek» والدال على الضحك، إضافةً إلى كونه اسم إله الظلام الضفدعيّ كيك في ديانة المصريين القدامى. وارتبط هذا الإله المصري القديم بدوره مع الضفدع بيبي على منتديات الإنترنت. يعود أصل ميم الإنترنت إلى منتدى تبادل الرسائل 4شان وغيره من المنتديات المشابهة وتحديداً على لوحة /pol/ من المنتدى. وارتبطت الإشارات إلى كيك ارتباطاً وثيقاً بالرئيس الأمريكي الخامس والأربعين دونالد ترامب وحركة اليمين البديل.
نشأت كلمة «Kek» بحد ذاتها قياساً على «lel» وهي بدورها مشتقة من اختصار «lol» المُستخدم على الإنترنت باللغة الإنجليزية للإشارة إلى أمر أو شيء مضحك، ويبدو أنها جاءت من لعبة الفيديو وورلد أوف ووركرافت، أو ربما من محاكاة «kekeke» الصوتية باللغة الكورية والتي تعني الضحك. وهكذا أصبحت الكلمة مرتبطة بالإله المصري القديم الذي يحمل نفس الاسم. وعبارة «الكيكية الباطنية» تُشير إلى ما يُعرف بـ«الهتلرية الباطنية» للكاتبة النازية البارزة سافيتري ديفي.
لوحِظَت أوجه التشابه ما بين بيبي الضفدع وكيك للمرة الأولى على منتدى 4شان لتبادل الرسائل على الإنترنت. وغدت كلمة «كيك» تُستخدم على نطاقٍ واسع ويعتبر مرتادي منتدى 4شان كيك بأنه «إله الميمات».

### كيكيستان «Kekistan»

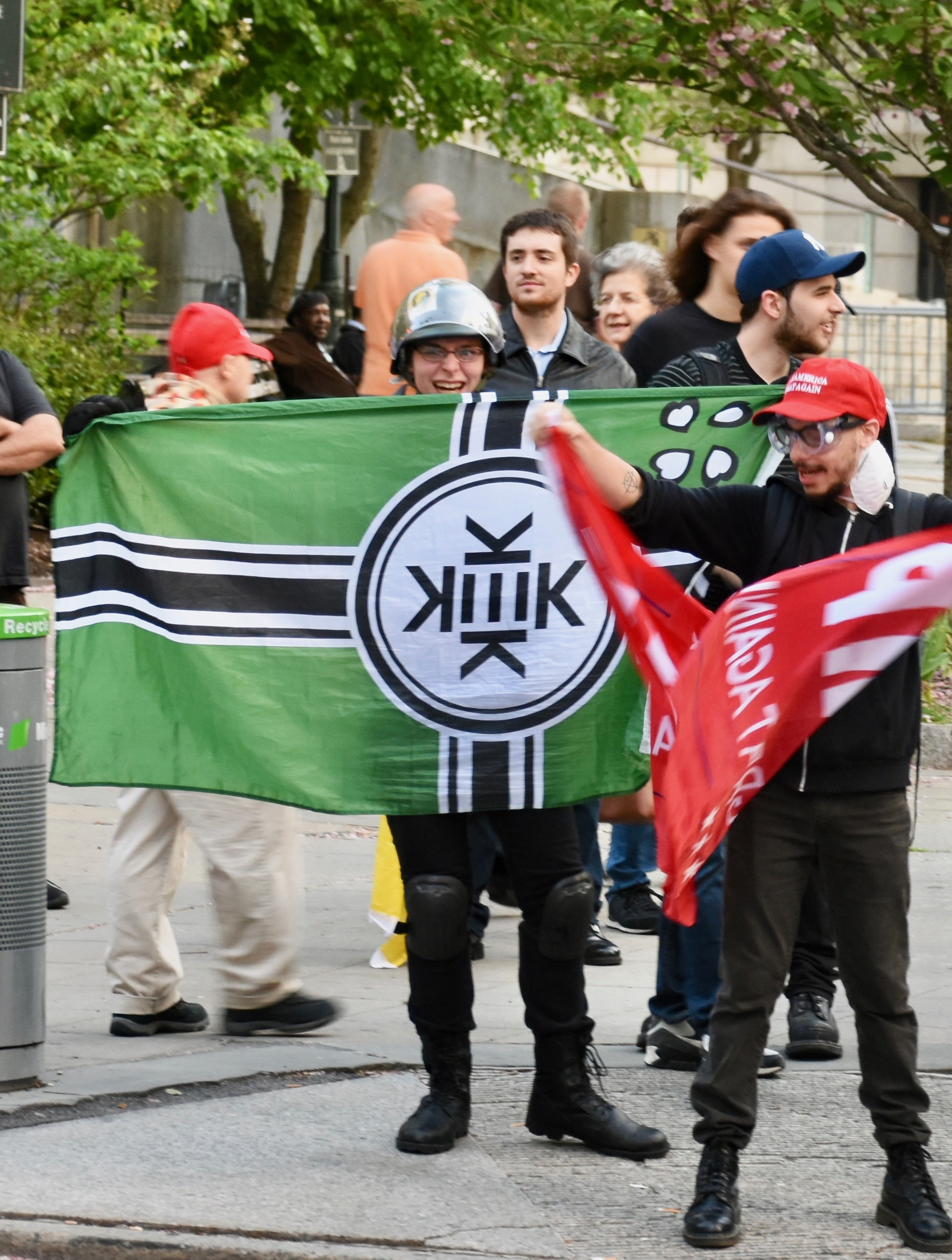
مؤيدون لدونالد ترامب يحملون علم لكيكيستان.

«كيكيستان» هي دولة خيالية ابتكرها أعضاء من منتدى 4شان وغدت ميماً سياسياً وحركةً على الإنترنت، وهو عبارة عن لفظ منحوت من «كيك» واللاحقة ـستان ومعناها باللغة الفارسية «مكان»، وتستخدم في نهاية أسماء عدة بلدان ومناطق في منطقة آسيا الوسطى. يعتبر الكيكيستانيون أنفسهم «shitposters» يتعرضون للاضطهاد الشديد من قبل الصواب السياسي. وابتكر هؤلاء ممن يعتبرون أنفسهم «كيكيستانيون» تاريخاً خيالياً مرتبطاً بهذه الميم فشمل على تعرض بلدهم الخيالي كيكيستان للغزو وإسقاطهم لدول خيالية أخرى مثل «نورميستان» و«كاكيستان». كما تبنى الكيكيستانيون شخصية الإنترنت غوردون هورد رئيساً لدولتهم الخيالية، واختاروا أغنية الديسكو «Shadilay» العائدة لعام 1986 نشيداً وطنياً لهم. جذبت هذه الأغنية أنظار الكيكيستانيون في شهر سبتمبر من عام 2016 بسبب اسم المجموعة «P.E.P.E» (في إشارةٍ إلى بيبي) وغلاف الألبوم الذي يظهر عليه ضفدع يحمل بيده عصا سحرية.
يرى الكاتب إيان مايلز تشيونغ بإن شخصية اليوتيوب البريطانية كارل بينجامين والمشهور على الإنترنت بلقبه «Sargon of Akkad» هو المسؤول عن الشعبية التي اكتسبتها الميم. ووصل الأمر ببينجامين ادِّعاءه إمكانية تصنيف «الكيكيستانيون» من الناحية الحقائقية على أنهم مجموعة إثنية منفصلة في مكتب تعداد السكان البريطاني، فيدَّعي الأخير قيامه بالاتصال بمكتب الإحصاءات الوطني البريطاني ليطلب إضافتهم لذلك، ولكن محاولته باءت بالفشل.

## وصلات الخارجية
- كيف فاز ترولات الإنترنت انتخابات الرئاسة لعام 2016 - مجلة نيويورك (بالإنجليزية)